# Liviu Iolu
Liviu Iolu (n. 7 martie 1981, Dorohoi, Botoșani, România) este un jurnalist român. A fost purtător de cuvânt al Guvernului României condus de Dacian Cioloș și consilier de stat pe probleme de comunicare la Cancelaria prim-ministrului din 4 martie 2016 până pe 4 ianuarie 2017. În prezent este membru al Partidului Libertății, Unității și Solidarității și candidat pentru Alegerile pentru Parlamentul European din 2019.

## Activitate jurnalistică
Și-a început cariera în anul 2000 la revista Opinia studențească din Iași și TVR Iași, iar din 2004 până în 2011 a scris la Evenimentul zilei și a publicat, ocazional, în revista Dilema veche.
Este absolvent de Jurnalism și Științele Comunicării al Universității ”Al. I. Cuza din Iasi” și s-a perfecționat la École Supérieure de Journalisme de Lille și Erasmushogeschool Brussel.
Are în palmares mai multe premii profesionale pentru reportaj și expresivitate jurnalistică acordate de Clubul Român de Presă (CRP), Freedom House sau World Vision.
În 2008 a primit Marele Premiu pentru presă scrisă al Clubului Român de Presă pentru seria de articole ”Arestați de aliați”. Ancheta, publicată în luna februarie din 2007, a dus la demiterea ministrului de externe din acea perioadă, Mihai Răzvan Ungureanu. Ulterior, în 2012, a lucrat pentru o lună (20 martie - 27 aprilie) ca purtător de cuvânt al ministrului muncii din Guvernul Mihai Răzvan Ungureanu. În a doua jumătate a anului 2016 a ocupat poziția de purtător de cuvânt al guvernului Dacian Cioloș. 
O altă investigație, a cărei periodă de documentare s-a derulat pe parcursul a mai multor ani, a condus la descoperirea lui Daniel Ceaușescu, nepotul fostului dictator Nicolae Ceaușescu, fugit în SUA cu mama sa înainte de Revoluția din 1989.
Jurnalistul se află printre reporterii care au vizitat orașul Prîpeat‎‎ și a publicat o serie de reportaje document la comemorarea a 20 de ani de la accidentul nuclear de la Cernobîl.
Din septembrie 2012 până în martie 2016 a fost editorialist al cotidianului Adevărul și coordonator al televiziunii online Adevărul Live.

## Distincții[10]
Trei premii acordate la Galele Clubului Român de Presă:
- 28 mai 2008, Marele Premiu pentru Presa scrisă
- 17 martie 2006, premiul pentru Reportaj, Presă Scrisă
- 9 decembrie 2002, premiul pentru Expresivitate Jurnalistică[nefuncțională]

Premiile „Ioan Chirilă” pentru jurnalism sportiv”
- 28 noiembrie 2006, Reporterul anului Arhivat în 31 martie 2014, la Wayback Machine.[11]

Premiile ”Tânărul Jurnalist al Anului”/ Freedom House
- 13 iunie 2003, Marele Premiu al secțiunii Social[nefuncțională]

Concursul Național de Jurnalism Civic pentru Profesioniști (Premiile Civic Media)
- 31 mai 2003, Marele Premiu